# Fabriciana maroccana
Fabriciana maroccana är en fjärilsart som beskrevs av Belter 1935. Fabriciana maroccana ingår i släktet Fabriciana och familjen praktfjärilar. Inga underarter finns listade i Catalogue of Life.